# ТУУ
ТУ України — технічні умови України. Порівняно з ДСТУ мають обмежену сферу застосування. Право власності на ТУУ належить суб'єктам господарювання.
На відміну від державних стандартів, технічні умови розробляє сам виробник, у випадку якщо на певний новий вид продукції взагалі не існує державних стандартів, або ж якщо йому потрібно розширити асортимент продукції, запровадити новітні розробки, вдосконалити технологічний процес, упаковку, брати участь у тендерах тощо.
Незважаючи на те, що сертифікація в нашій країні необов'язкова, виробник все ж таки повинен визначити для себе один документ, відповідно до якого він буде випускати свою продукцію. Це може бути ДСТУ. Наприклад, якщо фермер перероблює білокачанну капусту, він повинен визначитися, що буде випускати її відповідно ДСТУ, (національному документу) або ж відповідно ТУУ (технічним умовам), які він може розробити самостійно, якщо ж його не влаштовує дане ДСТУ, як занадто низьке за своїми характеристиками та вимогами до продукції.
Вимоги, заявлені в ТУУ, не повинні суперечити вимогам ДСТУ. Вимоги ТУ покращують вимоги державних стандартів. На ТУУ (як і на продукцію, виготовлену за його вимогами) попередньо отримують висновок санітарно-епідеміологічної експертизи, ТУУ проходять перевірку на відповідність чинному законодавству.
Основні причини проведення сертифікації ТУ виробниками і постачальниками:
- підвищення привабливості продукції в очах замовників та завойовування їх довіри;
- підвищення конкурентоспроможності продукції та отримання переваг під час участі у тендерах;
- підвищення власної впевненості виробника чи постачальника продукції в її якості;
- документальне підтвердження оцінки продукції третьою, незалежною від виробника та споживача стороною;
- можливість посилання на сертифікат відповідності у інформації, що надається на маркуванні, у супровідній та рекламній інформації.